# Hungerträsket
Hungerträsket är en sjö i Arvidsjaurs kommun i Lappland och ingår i Skellefteälvens huvudavrinningsområde. Sjön har en area på 0,864 kvadratkilometer och ligger 467,1 meter över havet. Sjön avvattnas av vattendraget Hungerträskbäcken.

## Delavrinningsområde
Hungerträsket ingår i det delavrinningsområde (727247-162823) som SMHI kallar för Ovan 726811-162947. Medelhöjden är 505 meter över havet och ytan är 18,13 kvadratkilometer. Det finns inga avrinningsområden uppströms utan avrinningsområdet är högsta punkten. Hungerträskbäcken som avvattnar avrinningsområdet har biflödesordning 3, vilket innebär att vattnet flödar genom totalt 3 vattendrag innan det når havet efter 180 kilometer. Avrinningsområdet består mestadels av skog (68 procent) och sankmarker (23 procent). Avrinningsområdet har 1,04 kvadratkilometer vattenytor vilket ger det en sjöprocent på 5,8 procent.